# Яковенковский сельский совет (Харьковская область)
Яковенковский сельский совет — входит в состав Балаклейского района Харьковской области Украины.
Административный центр сельского совета находится в селе Яковенково .

## История
- 1924 — дата образования.

## Населённые пункты совета
- село Яковенково
- село Волчий Яр
- село Калиновка
- село Степок
- село Таранушино

### Ликвидированные населённые пункты
- село Новая Каменка